# Willy Lambil

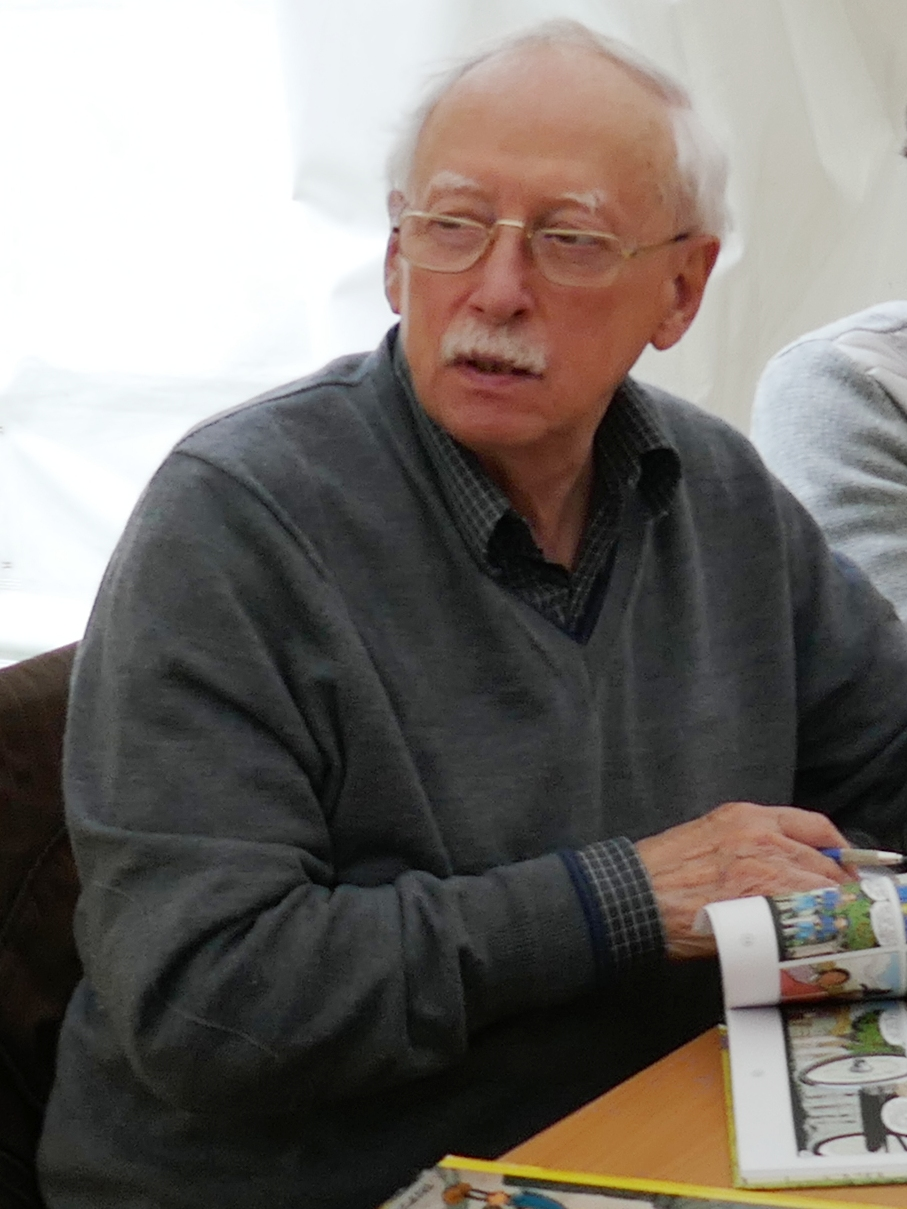
Willy Lambil, 2017

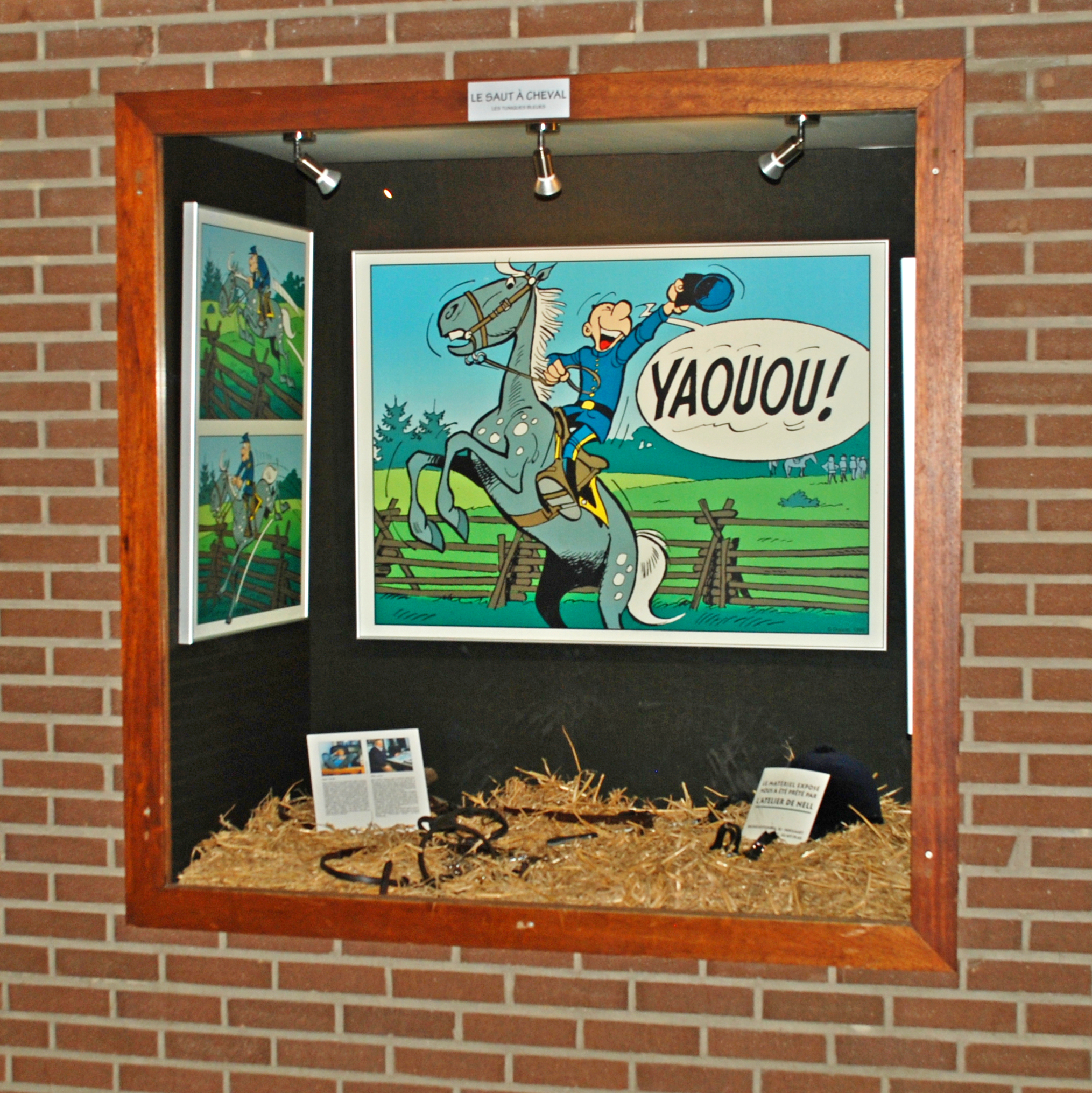
Blutch (Die blauen Boys).

Willy Lambillote (* 16. Mai 1936 in Tamines) ist ein belgischer Comiczeichner, der unter dem Künstlernamen Willy Lambil bekannt wurde.

## Leben
Nachdem er ein Jahr lang die Akademie der schönen Künste von Brüssel besucht hatte, begann Lambil als 16-Jähriger beim Verlag Dupuis mit dem Lettering von Comics.
Im Alter von 23 Jahren brachte er 1959 seinen ersten Comic Sandy et Hoppy heraus. Diese Serie schildert die Abenteuer eines Jungen und seines Kängurus und wurde im Comicmagazin Spirou veröffentlicht. Die Serie erschien bis 1974. Sie liegt im französischsprachigen Raum inzwischen auch vollständig in Albenform vor. Parallel zu dieser Serie zeichnete er von 1962 bis 1963 fünf Episoden der Reihe Onkel Paul sowie von 1968 bis 1973 die Reihe Hobby et Koala.
Im Jahr 1972 übernahm er die Serie Die blauen Boys (franz. Les Tuniques Bleues), nachdem der Zeichner Louis Salvérius gestorben war. Lambil vollendete das begonnene Album Outlaw in dem karikaturhaften Stil Salvérius; er selbst gab der Serie aber ab dem nächsten Album mit Bedacht einen realistischeren Stil. Nach dem Album Outlaw veröffentlichte er ab 1973 zusammen mit Raoul Cauvin 50 Bände von Die Blauen Boys im regelmäßigen Rhythmus von 8 bis 14 Monaten. Das vorerst letzte erschien im Oktober 2016 unter dem Titel „Carte blanche pour un Bleu“ als Band 60 der Serie.
1973 schuf er mit Cauvin die Reihe Pauvre Lampil, in der Lambil sich selbst karikiert. Thematisiert werden die Wehwehchen von „Lampil“, wie er sich in dieser Serie nennt: seine Hypochondrie, seine mitunter schwierige Beziehung zum Texter Cauvin und die Frustration, nicht so bekannt und beliebt wie andere Zeichner zu sein. Diese Comics erschienen im Magazin Spirou ursprünglich unter der neuen Rubrik Carte Blanche („Die leere Seite“ oder auch „Freibrief“), in der junge Talente sowohl ihre besten Arbeiten vorstellen als auch unkonventionelle Kurzgeschichten veröffentlichen konnten. Insgesamt erschienen sieben Alben mit meist zweiseitigen Gag-Comics.